# Phyllonorycter quercialbella
Phyllonorycter quercialbella là một loài bướm đêm thuộc họ Gracillariidae. Nó được tìm thấy ở Québec và miền đông Hoa Kỳ (bao gồm Illinois, New York và Kentucky).
Sải cánh dài khoảng 7 mm.
Ấu trùng ăn Quercus species, bao gồm Quercus alba, Quercus macrocarpa, Quercus nigra và Quercus velutina. Chúng ăn lá nơi chúng làm tổ.